# Социальная алиментация
Социальная алиментация — способ предоставления материального обеспечения и социальных услуг за счет государственных внебюджетных фондов социального назначения или части государственного бюджета на справедливой основе бесплатно, независимо от трудовой деятельности и уплаты страховых взносов, безэквивалентно, но с учетом трудового (страхового) стажа либо возмездно и неэквивалентно, как правило, на договорной основе.

## История
Благодаря многолетней деятельности В. С. Андреева и некоторых иных ученых, в науке советского права социального обеспечения была выделена определяющая черта метода этой отрасли права — «социальная алиментация».
На указанной позиции стояли многие ученые, в том числе В. А. Тарасова и Р.И. Иванова, которые, подчеркивая диспозитивные начала в правовом регулировании отношений в сфере социального обеспечения граждан, определяют метод отрасли как метод социально-алиментарных притязаний и предоставлений, означающий особое сочетание юридических приемов и способов воздействия (запретов, велений, дозволений и материальных предоставлений) на социально-обеспечительные отношения, что обеспечивает осуществление бесплатного, безэквивалентного распределения материальных благ и услуг из фондов социального обеспечения на принципах всеобщности, единства и дифференциации условий обеспечения, всесторонности, высокого уровня жизнеобеспечения самими трудящимися через органы государственного управления и общественные организации.
Однако мощное развитие обязательного социального страхования, закономерно называемое гениальным изобретением человечества и основой социального обеспечения, не позволяет считать «социальную алиментацию» основой метода права социального обеспечения. Бесплатность и безэквивалентность социального обеспечения не имеют всеобщего характера. Современными экономистами неоднократно подчеркиваются возвратный характер страховых отчислений (пусть с некоторым разрывом во времени, но все-таки возвратный) и отложенная составляющая стоимости рабочей силы, так как оплата наемного труда уже более столетия имеет две формы:
а) непосредственно выплачиваемая работнику для удовлетворения его (и его семьи) текущих потребностей;
б) резервируемая (в специальных фондах вне предприятий) для удовлетворения потребностей работника (и членов его семьи) после наступления определенных страховых случаев (несчастный случай на производстве, старость и т. д.).
Некоторые черты «социальной алиментации» (бесплатность, безэквивалентность и т. д.) можно признать не чертами метода правового регулирования права социального обеспечения, а действительно важными и обоснованными признаками части предметаданной отрасли права. Предоставление неких благ на основе «социальной алиментации» не есть способ, избранный законодателем для эффективного регулирования такого предоставления, а есть дополнительная характеристика некоторых прав и обязанностей (содержания правоотношения) некоторых субъектов права социального обеспечения (например, предоставление социальных пенсий, социальных услуг, государственной социальной помощи и т. д., где социальное обеспечение предоставляется человеку как члену общества).
Формально закрепленная в советском законодательстве бесстраховая суть предоставления социального обеспечения действительно была довлеющей, определяющей для советского права социального обеспечения. Современное состояние и перспективы российского обязательного социального страхования, усиление именно страховых начал обусловливают безвозвратный «уход» теории «социальной алиментации» на второй план. Социально ориентированная, но все-таки рыночная экономика более века эффективно использует механизм обязательного социального страхования, источники которого включают и средства самих застрахованных, а многие социальные выплаты застрахованным коррелируют (соотносятся) с их предшествующим финансовым участием в формировании соответствующих страховых фондов.
Итак, как правильно отмечает Э. Г. Тучкова, определение метода права социального обеспечения, даваемое сторонниками «социальной алиментации», связывает метод с «социально-алиментарными притязаниями и предоставлениями», что, по существу, не раскрывает специфику приемов и способов регулирования.

## Определение
Само понятие «алиментация» является неудачно заимствованным из медицинской сферы. Иногда «алиментация» (чаще «алиментирование») употребляется в науке семейного права, что скорее оправдано производностью определения от давно и широко употребительного во всем мире понятия «алименты». Ни в советский, ни в постсоветский период развития законодатель не воспринял термин «социальная алиментация» и не ввел его в свой инструментарий, не упомянул ни в одном нормативном правовом акте.

## Виды социальной алиментации
Самыми распространенными видами материальной помощи гражданам являются:
1) Пособие по временной нетрудоспособности
2) Пособие по безработице
3) Детские пособия, которые включают в себя:
- единовременное пособие женщинам, вставшим на учет в медицинских учреждениях в ранние сроки беременности;
- единовременное пособие при рождении ребенка;
- ежемесячное пособие по уходу за ребенком до 1,5 лет;
- ежемесячное пособие на ребенка, установленное в субъекте РФ;
- материнский капитал;
- единовременное пособие при передаче ребенка на воспитание в семью;
- единовременное пособие беременной жене военнослужащего, проходящего военную службу по призыву;
- ежемесячное пособие на ребенка военнослужащего, проходящего военную службу по призыву;
- пособия по беременности и родам.